# Championnats de France de tennis de table 2017
Navigation
Championnats de France 2016 Championnats de France 2018
Les Championnats de France de tennis de table 2017 ont lieu à Marseille du 3 au 5 mars 2017.
Il s'agit de la 87e édition de cette compétition, qui se déroule dans le Palais omnisports Marseille Grand Est.
Sont disputés des tableaux simples messieurs, simples dames, doubles messieurs, et doubles dames.

## Simple messieurs
La finale oppose Emmanuel Lebesson, vainqueur en 2009, à Alexandre Robinot qui a écarté Simon Gauzy en demi-finale. Lebesson remporte son 2e titre sur le score de 4-1.

## Simple dames
Jia Nan Yuan s'impose en finale contre Pauline Chasselin sur le score de 4-1.

## Double messieurs
Emmanuel Lebesson et Tristan Flore remportent le titre contre Robinot / Le Breton

## Double dames
Le titre double dames revient à Rosa Soposki / Lucie Gauthier.